# Eizo Play: MEGUMI
Eizo Play: MEGUMI is een computerspel dat werd ontwikkeld en uitgegeven door Pony Canyon. Het spel kwam in 2003 uit voor de Sony PlayStation 2.